# Fragile (czasopismo)
Fragile – kwartalnik wydawany od 2008 r. przez Śródmiejski Ośrodek Kultury w Krakowie, następnie Stowarzyszenie Fragile. 

## Historia
Pierwszy numer pisma ukazał się w 2008 roku w nakładzie 500, potem nakład wzrósł do 1000 egzemplarzy. Początkowo wydawcą był Śródmiejski Ośrodek Kultury, a gdy pojawiły się problemy finansowe wydawanie przejęło powołane wtedy Stowarzyszenie Fragile. Publikowany w wersji drukowanej, elektronicznej i internetowej. Na łamach czasopisma ukazują się artykuły związane z kulturą współczesną i naukami humanistycznymi, głównie z zakresu literatury, sztuki, muzyki, filmu i antropologii. Redaktor naczelną jest Anna Gregorczyk. Zespół redakcyjny tworzą: Tomasz Gregorczyk, Miłosz Markiewicz, Rafał Mazur, Agnieszka Tes i Urszula Tes.
Pod koniec 2020 roku redakcja realizowała projekt „www.fragile.net.pl – nowa odsłona”. 
W 2021 roku ze względów finansowych nie ukazał się ani jeden numer pisma i od 2022 roku pismo ukazuje się w formie elektronicznej. 